# Otěvěky
Otěvěky jsou vesnice, část obce Žďár v okrese Rakovník ve Středočeském kraji. V roce 2011 zde trvale žilo šestnáct obyvatel.

## Historie
První písemná zmínka o vesnici pochází z roku 1418.

## Obyvatelstvo
Při sčítání lidu v roce 1921 zde žilo 153 obyvatel (z toho 68 mužů), z nichž bylo třináct Čechoslováků a 140 Němců. Kromě jednoho evangelíka se hlásili k římskokatolické církvi. Podle sčítání lidu z roku 1930 měla vesnice 148 obyvatel: třináct Čechoslováků a 135 Němců. I tentokrát zde žil jeden evangelík a ostatní byli členy římskokatolické církve.
| Rok            | 1869 | 1880 | 1890 | 1900 | 1910 | 1921 | 1930 | 1950 | 1961 | 1970 | 1980 | 1991 | 2001 | 2011 | 2021 |
| -------------- | ---- | ---- | ---- | ---- | ---- | ---- | ---- | ---- | ---- | ---- | ---- | ---- | ---- | ---- | ---- |
| Počet obyvatel | 192  | 174  | 164  | 158  | 153  | 153  | 148  | 93   | 80   | 38   | 21   | 13   | 11   | 16   | 32   |
| Počet domů     | 35   | 37   | 35   | 37   | 34   | 33   | 35   | 29   | 17   | 14   | 9    | 9    | 11   | 13   | 12   |

## Obecní správa
Při sčítání lidu v letech 1850–1960 Otěvěky byly samostatnou obcí, se kterým patřily nejprve do okresu Podbořany, ale od roku 1960 v okrese Rakovník. Od 12. června 1960 do 31. prosince 1979 byly částí obce Žďár v okrese Rakovník. Od 1. ledna 1980 do 23. listopadu 1990 byly částí města Jesenice v okrese Rakovník. Od 24. listopadu 1990 jsou opět částí obce Žďár v okrese Rakovník.

## Pamětihodnosti
- Kostel Nejsvětější Trojice na návsi

## Galerie

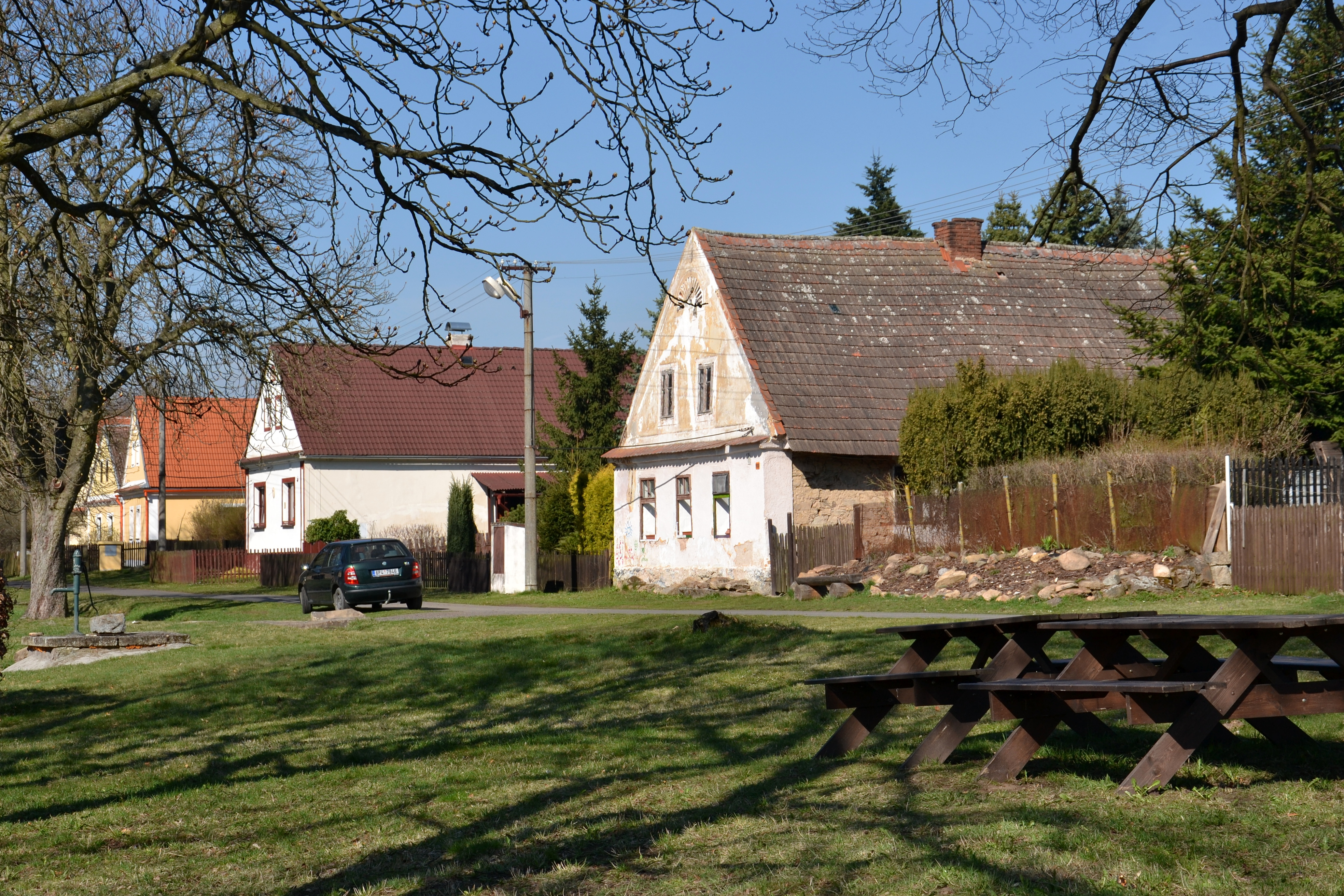
Domy na severní straně návsi
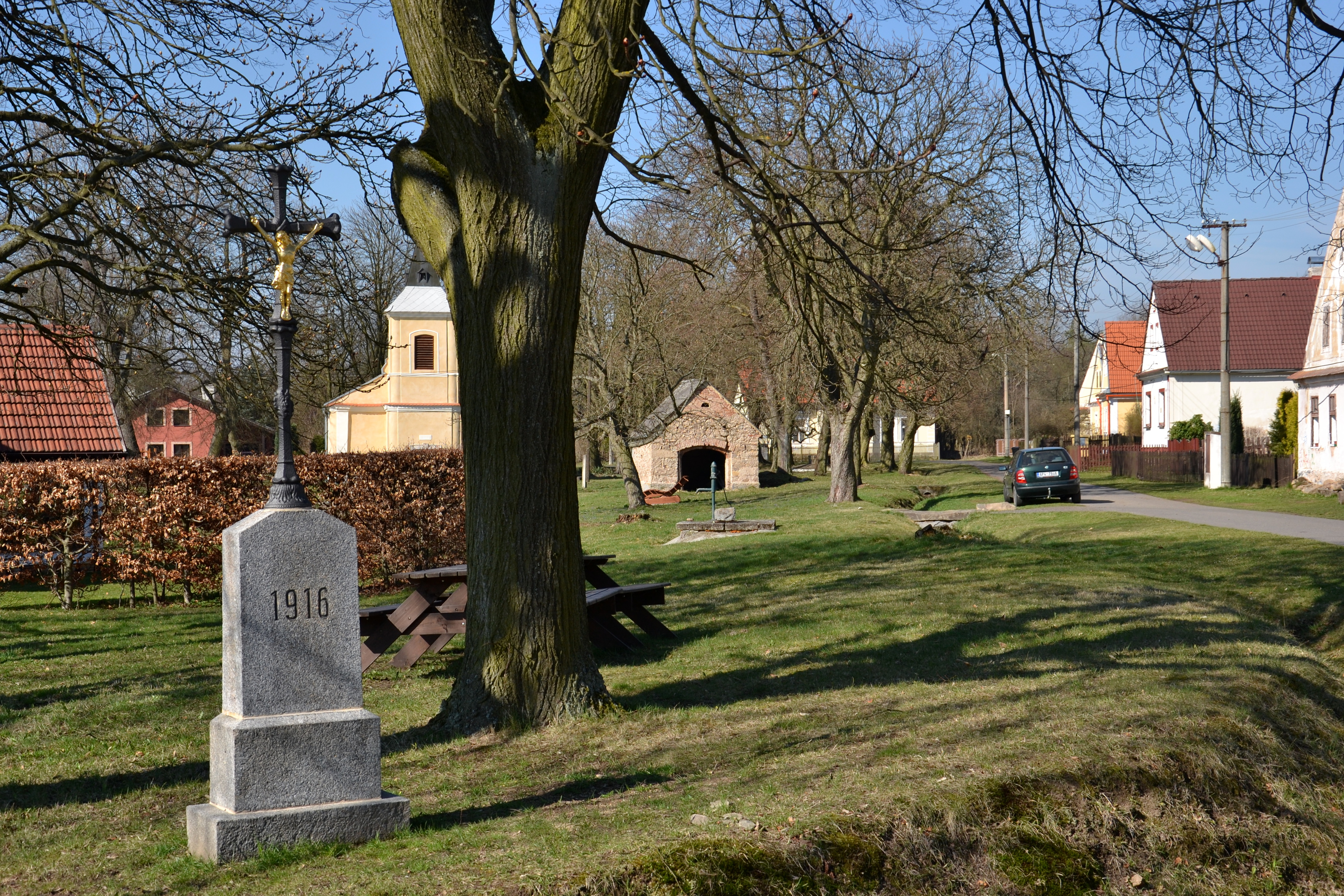
Kříž v severovýchodním cípu návsi
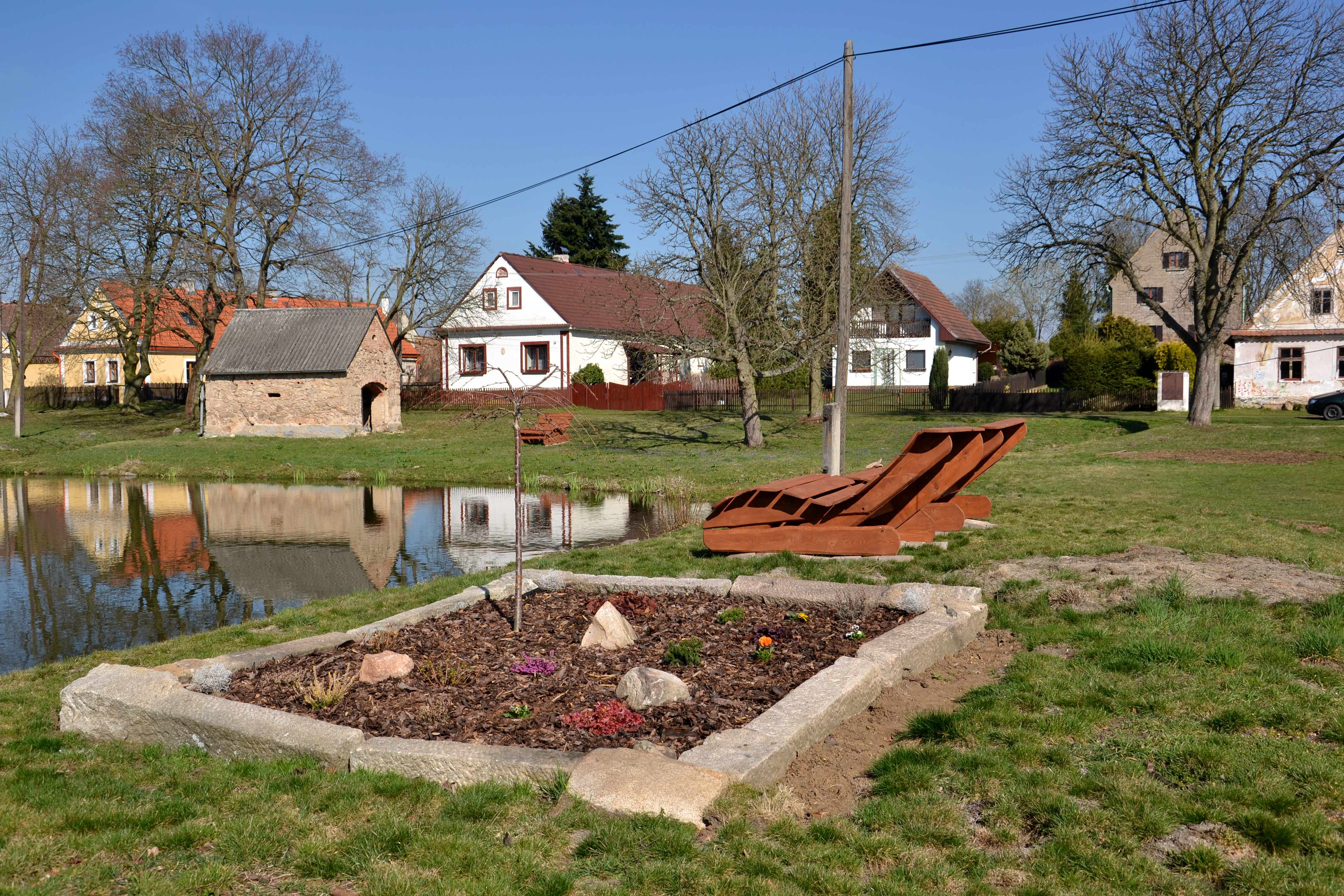
Část návsi na východním okraji vodní nádrže